# Аризема амурская
Аризе́ма аму́рская (лат. Arisaéma amurénse) — многолетнее клубнелуковичное травянистое растение, вид рода Аризема (Arisaema).

## Ботаническое описание
Клубень сжато-шаровидный, 6—7 см в диаметре.

### Листья
У растения от одного до трёх листьев. Черешки длинные, 5—7(30) см длиной, вложенные на ¾ длины во влагалища, формирующие ложный стебель. Листовые пластинки трёхраздельные или пятипальчатые. Листочки иногда покрыты беловатыми крапинками, от овальных до узкопродолговатых, 7—11 см длиной, 4—7 см шириной, клиновидные в основании, цельнокрайные или зазубренные, острые на вершине. Центральный листочек с черешком 5—25 мм длиной, боковые листочки отдалены от центрального на 1—30 мм, наиболее удалённые сидячие, 9—15 см длиной, наклонные, клиновидные в основании с внутренней стороны, ухообразные или закруглённые с внешней.

### Соцветия и цветки
Цветоножка короче черешков. Покрывало от зеленоватого до тёмно-фиолетового, обычно с бледно-багряными полосами. Трубка покрывала цилиндрическая, около 5 см длиной; 2 см в диаметре, косо усечённая внутри. Свободная часть покрывала от овально-ланцетовидной до продолговатой, 3—4 см длиной, заострённая на вершине.
Початок двудомный. Женская зона полуконическая, около 2 см длиной, около 1 см в диаметре в основании. Завязь овальная, семяпочки четыре; рыльце сферическое. Мужская зона цилиндрическая, около 2—3 см длиной, около 2 см шириной; столбик слабый, почти сидячий; пыльники в числе двух или трёх; теки шаровидные, вскрываются через верхушечные поры. Придаток на ножке, вертикальный, цилиндрический, крепкий, 3—5,5 см длиной, 4—5(7) мм шириной, основание усечённое, вершина тупая.
Цветёт с конца апреля до начала июня.

### Плоды
Плоды — красные, узкоконические ягоды. Семена в числе четырёх, красные, яйцевидные, гладкие.
Число хромосом 2n = 28, 56.
Осенью початок, унизанный сочными алыми ягодами, виден издалека. Но лучше его не трогать: дело в том, что растение сильно ядовито, и вызывает ожоги кожи и слизистой оболочки; нужно быть очень осторожным с этим растением.

## Распространение и среда обитания
Распространена на Дальнем Востоке — Россия (Хабаровский край, Приморье, Сахалин), Китай (Хэбэй, Хэйлунцзян, Цзилинь, Ляонин, Внутренняя Монголия, Шаньси, Шаньдун), Корея.
Растёт в лиственных и смешанных лесах, среди деревьев, по берегам рек, на высоте не выше 100—200 м над уровнем моря.
Аризема амурская — реликтовый вид.

## Действующие вещества
Сведения о химическом составе клубней ариземы крайне скудны.
В подземной части ариземы амурской обнаружены крахмал, сапонины, алкалоиды. Надземная часть содержит органические кислоты, стероиды, сапонины, алкалоиды, фенольные соединения. В плодах есть витамин C (около 60 мг на 100 г).

## Применение в медицине
С лечебной целью используются клубни ариземы, заготовляемые до появления листьев.
В связи с малой химической и фармакологической изученностью широкого применения в научной медицине аризема амурская до настоящего времени не имеет.
Подземная часть в корейской и китайской медицине (порошок, отвар) применяется как отхаркивающее при остром и хроническом бронхите, а также как спазмолитическое, противосудорожное и обезболивающее средство при эпилепсии, обмороках, головокружении, мимическом параличе, последствиях инсульта, головной боли, ревматоидных артритах, радикулитах, при переломах и ушибах. Отвар подземной части также пьют как успокаивающее, гипотензивное, ранозаживляющее средство. Сок клубней в китайской и народной медицинах употребляется при анемии, заболеваниях пищеварительного тракта.
Корневища ариземы японской употребляются также для лечения злокачественных новообразований кожи.
Аризема используется в гомеопатии в виде эссенции из свежих клубней при дифтерии, воспалении кожи.

## Ядовитость
Все части растения ядовиты, его следует применять с осторожностью.
Свежесобранная трава и клубни обладают сильным местным раздражающим действиемː вызывают зуд кожи, а при длительном соприкосновении от них возникают пузыри. При неосторожном поражении кожи соком ариземы полезно проводить те же лечебные мероприятия, что и при поражении борщевиком обыкновенным.

## Консортивные связи
Аризема амурская является кормом для амурских горалов.

## Таксономия и внутривидовая систематика
Подвид — Arisaema amurense subsp. robustum (Engl.) H.Ohashi & J.Murata
Разновидности:
- Arisaema amurense var. inaense Seriz.
- Arisaema amurense var. ovale (Nakai) H.Ohashi & J.Murata

Выделенные формы:
- Arisaema amurense f. purpureum (Nakai) Kitag.
- Arisaema amurense f. violaceum (Engl.) Y.S.Kim & S.Ko